# Harry Dinnel
Harry R. Dinnel Jr. (Venice, California; 9 de octubre de 1940 - Los Angeles, California; 26 de agosto de 2017) fue un jugador y entrenador de baloncesto estadounidense que jugó una temporada en la ABA. Con 1,93 metros, jugaba en la posición de alero. 

## Trayectoria deportiva

### Universidad
Tras pasar un año en el Camino College de Alondra Park, California, Jugó tres temporadas con los Waves de la Universidad Pepperdine, en las que promedió 12,7 puntos y 11,3 rebotes por partido, En 1962 fue elegido Co-jugador del año de la West Coast Conference, aunque curiosamente fue incluido en el segundo mejor quinteto de la conferencia, mentras que al año siguiente lo fue en el primer quinteto.

### Profesional
Fue elegido en la sexagésimo quinta posición del Draft de la NBA de 1963 por los San Francisco Warriors, pero no jugó profesionalmente hasta que en 1967 fichara por los Anaheim Amigos de la ABA como jugador-entrenador. Disputó solo once partidos, en los que promedió 1,7 puntos y 2,1 rebotes.

### Entrenador
Tras retirarse como jugador, ejerció como entrenador y educador en el Redondo Union High School de Redondo Beach, California durante 34 años.

## Estadísticas de su carrera en la ABA

### Temporada regular
| Año     | Equipo  | PJ | PT | MPP | %TC  | %3P | %TL  | RPP | APP | ROB | TPP | PPP |
| ------- | ------- | -- | -- | --- | ---- | --- | ---- | --- | --- | --- | --- | --- |
| 1967-68 | Anaheim | 11 | -  | 7.9 | .316 | -   | .875 | 2.1 | .5  | -   | -   | 1.7 |
| Total   | Total   | 11 | -  | 7.9 | .316 | -   | .875 | 2.1 | .5  | -   | -   | 1.7 |